# Jeremy Wariner
Jeremy Matthew Wariner (Irving, Texas, 1984. január 31. –) többszörös olimpiai és világbajnok amerikai atléta.

## Életútja

### Junior évei
Wariner Arlingtonban, Texasban járt középiskolába, ahol aktívan sportolt és gyorsaságával már kitűnt a többiek közül. 2002-ben Texas állam sprintbajnokságán 200 és 400 méteren is bajnok lett. 2004-ben az Amerikai Egyesült Államok bajnokságán megnyerte a 400 méteres versenyt, így ő lett az athéni olimpia favoritja.
2004-ben Athénban villantotta meg tudását először világversenyen, ahol kétszeres olimpiai aranyérmes lett 400 méteren 44,00-s egyéni rekorddal, valamint a 4 × 400 méteres váltó tagjaként. Viktor Markin 1980-as olimpiai győzelme óta ő lett az első fehér bőrű sportoló, aki 400 méteren olimpiai bajnoki címet nyert. Az olimpiai sikerek után Wariner profinak állt.

### Profi pályafutása
2005-ben Wariner megnyerte 400 méteren az amerikai bajnokságot. A helsinki világbajnokságon ismét két aranyérmet szerzett, 400 méteren egyéniben 43,93-os idővel, és a váltóval.
2006-ban megfutotta élete addigi legjobbját 43,62 másodperccel az IAAF Golden League sorozat római állomásán. Asafa Powell-lel (100 m) és Sanya Richardsszal (400 m) hatból hat versenyt nyertek meg a fent említett sorozatból ugyanabban a szezonban, amely 250 000 dollárt ért a számára.
2007-ben az oszakai világbajnokságon ismét duplázni tudott. Az egyéni futamban elért 43,45-os futásával a világ harmadik leggyorsabb embere lett Michael Johnson és Butch Reynolds mögött.
2008-ban Wariner második lett az amerikai bajnokságon LaShawn Merritt mögött, amivel biztosította helyét az olimpiai csapatban mind az egyéni, mind pedig a váltó számban. Az olimpián az egyéni döntőben a dobogó második fokára állhatott fel honfitársai, az aranyérmes LaShawn Merritt és a bronzérmes David Neville mellett. A váltóval ismét olimpiai bajnokok lettek.
2009-ben a berlini világbajnokságon ezüstérmes lett LaShawn Merritt mögött, 44,60-os eredménnyel.

## Egyéni legjobb eredményei
- 200 méter - 20,19 másodperc - Carson, Egyesült Államok - 2006. május 21.
- 400 méter - 43,45 másodperc - Oszaka, Japán - 2007. augusztus 31.